# Greenwayodendron suaveolens
Greenwayodendron suaveolens är en kirimojaväxtart som först beskrevs av Adolf Engler och Friedrich Ludwig Diels, och fick sitt nu gällande namn av Bernard Verdcourt. Greenwayodendron suaveolens ingår i släktet Greenwayodendron och familjen kirimojaväxter. IUCN kategoriserar arten globalt som livskraftig.

## Underarter
Arten delas in i följande underarter:
- G. s. usambaricum
- G. s. gabonica